# Лидбиттер, Грант
Грант Лидбиттер (англ. Grant Leadbitter; 7 января 1986, Честер-ле-Стрит, Дарем) — английский футболист, центральный полузащитник.

## Клубная карьера

### «Сандерленд»
Грант родился в городе Честер-ле-Стрит в семье Брайана Лидбиттера, преданного болельщика «Сандерленда», и начал заниматься футболом в молодёжной академии «чёрных котов».
В первой команде «Сандерленда» Лидбиттер дебютировал 23 сентября 2003 года в матче Кубка Лиги против «Хаддерсфилда» (2:4).
Свою следующую игру полузащитник сыграл ровно через год — 24 сентября 2004 года снова в рамках Кубка Лиги против «Кру Александра» (3:3).
23 сентября 2005 года Грант был отдан в аренду в клуб Лиги Один «Ротерем Юнайтед», где сыграл в 5 встречах и забил первый на профессиональном уровне мяч в ворота «Суонси Сити». 10 декабря 2005 года Лидбиттер впервые вышел на поле в рамках Премьер-Лиги в игре «Сандерленда» с «Чарльтоном», завершившейся поражением 0:2. В том сезоне Грант сыграл ещё 11 встреч, однако не смог помочь своей команде удержаться в Премьер-Лиге.
Сезон 2006/07 «Сандерленд» начал в Чемпионшипе, а Лидбиттер, подписав летом новый контракт, закрепился в основном составе клуба. Свой первый мяч за «котов» он забил 30 сентября 2006 года в игре с «Шеффилд Уэнсдей», принеся своему клубу победу (1:0). Проведя в чемпионате все 46 матчей и отметившись 7 голами, Лидбиттер сыграл весомую роль в возвращении «Сандерленда» в Премьер-Лигу.
В новом сезоне Грант продолжил регулярно выходить на поле в основном составе «котов», показывая уверенную игру, за что был даже удостоен от главного тренера команды Роя Кина сравнения с Полом Скоулзом. В июне 2008 года Грант подписал с «Сандерлендом» новый контракт, рассчитанный до лета 2011 года.
4 октября того же года Лидбиттер забил в ворота «Арсенала» первый мяч в сезоне и очень эмоционально отметил этот гол — он в слезах подбежал к своему тренеру, упал на колени и поцеловал землю. Позднее он объяснил, что так отдал дань памяти своему отцу, Брайану Лидбиттеру, скончавшемуся за несколько недель до матча и прах которого был захоронен под газоном Стэдиум оф Лайт.

### «Ипсвич Таун»
1 сентября 2009 года Грант, вместе со своим одноклубником Карлосом Эдвардсом, перешёл в клуб Чемпионшипа «Ипсвич Таун», который тренировал его бывший наставник Рой Кин. Сумма сделки составила £2,6 млн.
12 сентября полузащитник дебютировал за «трактористов» в проигранном матче против «Мидлсбро» на «Риверсайде» (1:3). В следующей игре против «Ноттингем Форест» Грант оформил свой первый гол за «Ипсвич», отличившись спустя минуту после начала встречи. За три года, проведенных в стане «трактористов», Лидбиттер сыграл в 116 матчах, в 112 из них выйдя на поле с первых минут. По окончании сезона 2011/2012, стало известно, что Грант покинет «Портман Роуд», отказавшись подписывать с клубом новый контракт на пониженных финансовых условиях.

### «Мидлсбро»
29 мая 2012 года Лидбиттер был представлен в качестве футболиста «Мидлсбро», подписав с клубом 3-летний контракт.
11 августа Грант дебютировал за «речников» в победной игре Кубка Лиги против «Бёри» (2:1), занеся себе в актив результативный пас на Марвина Эмнеса.
Умело проявляя себя как в созидании, так и в разрушении, Лидбиттер стал одним из лидеров команды. В отсутствие Риса Уильямса и Джонатана Вудгейта хавбек получал капитанскую повязку, впервые выйдя с ней 3 октября в матче против «Дерби Каунти». Первый гол за «Мидлсбро» Грант провел 30 ноября 2012 года в матче против «Бирмингем Сити», однако это не помогло «речникам» избежать поражения (2:3). 30 марта 2013 года Лидбиттер оформил дубль в игре с «Вулверхэмптон Уондерерс», но «речники» вновь проиграли 2:3.

## Международная карьера
Грант регулярно вызывался в английские юношеские и молодёжные команды всех возрастов, проведя за них в общей сложности 34 матча.

## Достижения
«Сандерленд»
- Чемпион Футбольной лиги Англии: 2007/08

 «Мидлсбро»
- Вице-чемпион Футбольной лиги Англии: 2015/16
- Игрок года: 2013